# 芳賀栄次郎
芳賀 栄次郎（はが えいじろう、1864年9月15日（元治元年8月15日） - 1953年（昭和28年）2月27日）は、日本の陸軍軍医。最終階級は軍医総監。医学博士。レントゲン技術の日本への導入に貢献したほか、軍陣医学の発展に寄与した。

## 生涯
幕末の会津若松城下で、会津藩藩士の芳賀家に生まれる。戊辰戦争の敗戦により一家は離散したが、兄の直政は弁護士となり、姉（又は妹）は旧会津藩士で検事となった小原朝忠に嫁ぎ、小原夫妻の養子が小原直である。
帝国大学を最優等で卒業。大学院で外科を専攻し、スクリバに師事する。在学中に郷里で発生した磐梯山噴火の際は、三輪徳寛とともに現地で負傷者の救護にあたった。大学院を卒業し、『特発脱疽ニ就テ』で医学博士号を授与される。
陸軍二等軍医時代に歩兵第23連隊に勤務していた芳賀は、旧薩摩藩藩士で上司の第6師団長、野崎貞澄の娘と結婚した。芳賀は九男二女に恵まれ、男子は医師、検事、砲兵将校、騎兵将校、陸軍軍医、歯科医となり、長女は永持源次に嫁ぐ。五男の芳賀信政は戦死した陸軍大佐である。
日清戦争では銃創の研究を行い『日清之役第三師団ニ於ケル銃創治験』と題して発表。この論文は日本のみならず、ドイツでも発表され高い評価を得た。1896年（明治29年）ドイツに留学し、レントゲン資料を私費で購入。日本へのレントゲン技術の端緒をなす。帰国の際はシベリアを単騎横断した。日露戦争では第五師団、近衛師団および第一師団の各軍医部長として従軍し、赤痢に感染した皇族軍人の主治医を務める。
陸軍軍医学校校長、朝鮮総督府医院長を歴任し、1915年（大正4年）2月、軍医総監に昇進した。京城医学専門学校長を務めて1921年（大正10年）1月、予備役編入となる。1947年（昭和22年）11月28日、公職追放仮指定を受けた。
なお、芳賀は郷党の育成組織稚松会の評議員を務め、また日本外科学会発起人の一人である。

## 赤十字病院長を巡って
明治の末年、当時の陸軍次官石本新六は芳賀を赤十字病院長に推したが、医務局長の森林太郎が激しく抵抗する。森は山縣有朋に働きかけ、さらに桂太郎にも工作する。こうした動きを知った芳賀は文書で森に反撃するが、陸軍大臣寺内正毅は森を支持し、平井政遒が病院長に就任した。この出来事には軍医の人事権を医務局長が保持する背景があった。なお石本は准長州派と言われていた人物である。

## レントゲン機器購入
レントゲン機器の日本への導入経緯について、『陸軍軍医学校五十年史』には以下のように記述されている（仮名を平仮名に改めた）。この出来事は1898年（明治31年）のことであった。

## 栄典
位階
- 1910年（明治43年）5月21日 - 正五位[21]
- 1915年（大正4年）3月10日 - 従四位[22]

勲章等
- 1902年（明治35年）5月10日 - 明治三十三年従軍記章[23]
- 1915年（大正4年）
  - 8月28日 - 勲二等瑞宝章[24]
  - 11月10日 - 大礼記念章[25]
- 1940年（昭和15年）8月15日 - 紀元二千六百年祝典記念章[26]

## 著書
- 『銃創論講義』
- 『外科通論 上編・中編』
- 『外科通論 下編』
- 『臨床排泄物検査新論 三本松清吉編、芳賀栄次郎、長尾美知校補』